# Amatory fiction
Amatory fiction (in italiano: narrativa d'amore) è un genere popolare della letteratura britannica, affermatosi tra la fine del XVII ed il XVIII secolo. La amatory fiction era scritta da donne per altre donne e, come indica il suo nome, si occupava di storie d'amore e di sesso. È il precursore dell'attuale romanzo rosa.
Le tre principali esponenti del genere furono Eliza Haywood (1693–1756), Delarivier Manley (1663–1724) ed Aphra Behn (1640–1689). Assieme, queste tre scrittrici erano conosciute come "il fiero triumvirato dell'arguzia", anche se per lo scandalo prodotto dai loro scritti divennero presto "il triumvirato malandrino"

## I temi dellaamatory fiction
In senso stretto è un genere di letteratura popolare che segue uno schema fisso in cui la fiducia di una donna innocente viene tradita da un uomo egoista e lussurioso: in questo schema l'amore, per le donne, finisce sempre male.
Benché la amatory fiction sia stata considerata tradizionalmente estranea alla nascita del romanzo, le scuole di pensiero più recenti riconoscono queste opere non solo come dei precursori del romanzo, ma come dei romanzi esse stesse.
Le relazioni extraconiugali, così spesso descritte dalle autrici, erano un mezzo per mantenere alla larga la proprietà dal matrimonio. Alcuni dei prodotti della amatory fiction erano considerati amorali per gli standard contemporanei, e permettevano ai loro protagonisti di praticare scandalosi ménage sentimentali senza essere puniti da un punto di vista cristiano, sociale, legale o da altra forma di giustizia poetica.